# Pro Evolution Soccer 2018
Pro Evolution Soccer 2018 (oficialmente abreviado como PES 2018, y llamado Winning Eleven 2018 en Japón) es un videojuego de fútbol de la serie Pro Evolution Soccer desarrollado y publicado por Konami. Fue anunciado el 17 de mayo de 2017 y fue lanzado a la venta el 12 de septiembre de 2017 en América y el 14 de septiembre de 2017 en Europa para las plataformas PC, Xbox 360, Xbox One, PlayStation 3, PlayStation 4, Android y IOS. Cuenta con dos diferentes versiones, la edición estándar y la edición legendaria. El paquete de la edición legendaria incluye una caja metálica, un pendrive y acceso a varios artículos dentro de PES, también elementos para myClub y a Usain Bolt.
PES 2018 recibió el premio a «Mejor juego de deportes» en la Gamescom 2017. Esta mención ya la había conseguido con PES 2015 y PES 2016.
Una versión free to play llamada Pro Evolution Soccer 2018 Lite fue lanzada en noviembre de 2017.
Es el último juego de la saga de PES en ser lanzado para las plataformas PlayStation 3 y Xbox 360. Y también el último juego en contar con la licencia de la UEFA Champions League y la UEFA Europa League.

## Demostración
Pro Evolution Soccer 2018 tuvo una beta online, a diferencia de las entregas anteriores, que estuvo disponible del 20 al 31 de julio de 2017; con motivo de comprobar el estado en línea del videojuego. En cuanto a modalidades, contó con el 1v1 y el nuevo 3v3, y además se pudo jugar con los climas despejado y lluvioso. Estuvieron disponibles 2 selecciones nacionales para la misma, Brasil y Francia, y el único estadio fue el Neu Sonne Arena.
Además de lo anteriormente mencionado, salió una demo el 30 de agosto para las consolas PlayStation 3, PlayStation 4, Xbox 360 y Xbox One, y el 13 de septiembre para PC. Cuenta con los clubes europeos FC Barcelona, Borussia Dortmund, Liverpool FC, Inter de Milán y los clubes sudamericanos Corinthians, Flamengo, Boca Juniors, River Plate y Colo-Colo. Por su parte, las selecciones nacionales que están disponibles son Argentina, Alemania y Brasil. Los dos estadios disponibles son el Camp Nou y el Signal Iduna Park.

## Novedades
Durante el E3, Konami presentó su tráiler con las novedades del juego, entre estas se destacan la aparición de Diego Maradona como leyenda y de Usain Bolt como jugador y embajador de Pro Evolution Soccer.
Por otra parte, las competiciones más importantes seguirán en el juego, como la UEFA Champions League, la UEFA Europa League, la Supercopa de la UEFA y la AFC Champions League.

### Aspectos mejorados
Jugabilidad: Hay importantes mejoras en las mecánicas del juego, entre las que se incluye un mejor sistema en el lanzamiento de córner y en los tiros libres, por la eliminación de la guía de control y con las nuevas opciones de ángulo de cámara, además de la función “Real Touch +” que permite un evolucionado control de la pelota.
Mejoras visuales: Se han recopilado datos directamente de los estadios de los equipos asociados, Camp Nou y Signal Iduna Park se recrean en el juego con una iluminación auténtica. Utilizando datos de escaneo real, recrea a la perfección el modelo del jugador, incluye el largo del pantalón y el ajuste de la camiseta. También la animación facial ha sido significativamente mejorada.
Cooperativo en línea: Se introduce un nuevo modo cooperativo de 2 vs 2 y 3 vs 3, pudiendo jugar con el apoyo de invitados locales.
Mejoras en la versión de PC: Se realizan mejoras en cuanto a gráficos y contenido, igualandose a la calidad de las versiones de consolas next-gen.
Interfaz: Los menú han sido revisados con un moderno diseño, especialmente la Presentación de la Información durante los partidos reproduciendo el sentimiento de retransmisión. Se han añadido imágenes reales de jugadores a la estrategia y en las estadísticas de los partidos.

## Portada
La portada del juego, al igual que en la versión anterior, estará relacionada al acuerdo con FC Barcelona.  Para la versión europea, no se incluyó a miembros del equipo sino que se optó por incluir únicamente a un solo jugador, y este fue el uruguayo Luis Suárez.
| Región             | Jugador(es)                                                        |
| ------------------ | ------------------------------------------------------------------ |
| Global             | Lionel Messi Andrés Iniesta Luis Suárez Sergi Roberto Gerard Piqué |
| Europa             | Luis Suárez                                                        |
| Japón              | Selección Japonesa                                                 |
| Brasil             | Philippe Coutinho                                                  |
| Edición Legendaria |                                                                    |
| Global             | Lionel Messi Andrés Iniesta Luis Suárez Sergi Roberto Gerard Piqué |
| Brasil             | Philippe Coutinho                                                  |

## Competiciones
Las siguientes competiciones fueron confirmadas para PES 2018:
| Clubes             | Clubes                | Clubes                  | Clubes     | Clubes     |
| Nacionales         | Nacionales            | Nacionales              | Nacionales | Nacionales |
| Región             | Competición           | Competición             | Licencia   | Notas      |
| ------------------ | --------------------- | ----------------------- | ---------- | ---------- |
| Inglaterra y Gales | Premier League        | English League          | 3          | [ n. 1 ]   |
| Inglaterra y Gales | EFL Championship      | English 2nd Division    | 3          | [ n. 2 ]   |
| Inglaterra y Gales | FA Cup                | Football England Cup    | 3          |            |
| Inglaterra y Gales | Community Shield      | England Super Cup       | 3          |            |
| Francia y Mónaco   | Ligue 1 Conforama     | Ligue 1 Conforama       | 1          |            |
| Francia y Mónaco   | Domino's Ligue 2      | Domino's Ligue 2        | 1          |            |
| Francia y Mónaco   | Copa de Francia       | Coupe de France         | 2          |            |
| Francia y Mónaco   | Supercopa de Francia  | France Super Coupe      | 2          |            |
| Italia             | Serie A               | Campeonato Italiano     | 3          | [ n. 3 ]   |
| Italia             | Serie B               | 2a Divisione Italiana   | 4          |            |
| Italia             | Copa Italia           | Coppa D' Italia         | 3          |            |
| Italia             | Supercopa de Italia   | Supercoppa Italiana     | 3          |            |
| Países Bajos       | Eredivisie            | Eredivisie              | 1          |            |
| Países Bajos       | KNVB Beker            | Nederlandse Beker       | 3          |            |
| Países Bajos       | Johan Cruyff-schaal   | Nederlandse Super Cup   | 3          |            |
| España             | LaLiga                | España - División 1     | 3          | [ n. 4 ]   |
| España             | LaLiga2               | España - División 2     | 4          |            |
| España             | Copa del Rey          | Copa de España          | 3          |            |
| España             | Supercopa de España   | España - Supercopa      | 3          |            |
| Portugal           | Primeira Liga         | Liga Portuguesa         | 3          | [ n. 5 ]   |
| Portugal           | Copa de Portugal      | Taça Portuguesa         | 3          |            |
| Portugal           | Supercopa de Portugal | Portuguesa - Supertaça  | 3          |            |
| Brasil             | Campeonato Brasileiro | Campeonato Brasileiro   | 1          |            |
| Brasil             | Copa de Brasil        | Copa Brasileira         | 2          |            |
| Argentina          | Superliga Argentina   | Liga de Argentina       | 2          | [ n. 6 ]   |
| Argentina          | Copa Argentina        | Copa de Argentina       | 2          |            |
| Argentina          | Supercopa Argentina   | Supercopa Argentina     | 2          |            |
| Chile              | Primera División      | Liga de Chile           | 2          |            |
| Chile              | Copa Chile            | Copa de Chile           | 2          |            |
| Internacionales    |                       |                         |            |            |
| Global             | FIFA Club World Cup   | Club International Cup  | 5          |            |
| Europa             | UEFA Champions League | UEFA Champions League   | 1          |            |
| Europa             | UEFA Europa League    | UEFA Europa League      | 1          |            |
| Europa             | UEFA Super Cup        | UEFA Super Cup          | 1          |            |
| América del Sur    | CONMEBOL Libertadores | Campeonato Sudamericano | 5          |            |
| Asia               | AFC Champions League  | AFC Champions League    | 1          |            |
| Ficticio           |                       |                         |            |            |
| Global             | Liga Konami           | Liga Konami             |            |            |
| Global             | Copa Konami           |                         |            |            |
| Europa             | Liga PEU              | Liga PEU                |            |            |
| Europa             | Copa PEU              |                         |            |            |
| Europa             | Supercopa de la PEU   |                         |            |            |
| América del Sur    | Liga PLA              | Liga PLA                |            |            |
| América del Sur    | Copa PLA              |                         |            |            |
| Asia               | Liga PAS              | Liga PAS                |            |            |
| Asia               | Copa PAS              |                         |            |            |
| Asia               | Supercopa de la PAS   |                         |            |            |

| Selecciones nacionales | Selecciones nacionales    | Selecciones nacionales | Selecciones nacionales |
| Región                 | Competición               | Competición            | Licencia               |
| ---------------------- | ------------------------- | ---------------------- | ---------------------- |
| Global                 | FIFA World Cup            | International Cup      | 5                      |
| Europa                 | UEFA Euro                 | European Cup           | 5                      |
| América                | Copa América              | American Cup           | 5                      |
| Asia Oceanía           | Copa de Asia y Oceania    | Asia Ocenian Cup       | 5                      |
| África                 | Copa Africana de Naciones | African Cup            | 5                      |

1: Licencia completa.
2: Licenciados el uniforme y los jugadores de los equipos.
3: Solo licenciados algunos equipos.
| 1. 2. 3. 4. 5. 6. |

4: Solo licenciados los jugadores de los equipos.
5: Sin licencia.

### Otros equipos
| Europeos         | Europeos                    |
| Región           | Equipo                      |
| ---------------- | --------------------------- |
| Alemania         | Borussia Dortmund           |
| Alemania         | FC Schalke 04               |
| Alemania         | RB Leipzig                  |
| Bélgica          | Club Brujas                 |
| Bélgica          | KAA Gante                   |
| Bélgica          | RSC Anderlecht              |
| Croacia          | GNK Dinamo Zagreb           |
| Dinamarca        | FC Copenhague               |
| Grecia           | AEK Atenas FC               |
| Grecia           | Olympiacos                  |
| Grecia           | Panathinaikos FC            |
| Grecia           | PAOK FC                     |
| República Checa  | SK Slavia Praga             |
| Rumania          | FCSB                        |
| Rusia            | FC Spartak de Moscú         |
| Rusia            | FK Zenit de San Petersburgo |
| Rusia            | CSKA Moscú                  |
| Suecia           | Malmö FF                    |
| Suiza            | BSC Young Boys              |
| Suiza            | FC Basilea                  |
| Turquía          | Beşiktaş JK                 |
| Turquía          | Fenerbahçe SK               |
| Turquía          | Galatasaray SK              |
| Ucrania          | FC Dinamo de Kiev           |
| Ucrania          | FK Shajtar Donetsk          |
| Latinoamericanos |                             |
| Argentina        | Guillermo Brown             |
| Brasil           | Internacional SC            |
| Brasil           | Red Bull Brasil             |
| Colombia         | Atlético Nacional           |
| Colombia         | Millonarios FC              |
| Perú             | Alianza Lima                |
| Perú             | Sporting Cristal            |

## Selecciones nacionales
El videojuego cuenta con 81 selecciones nacionales que fueron confirmadas para PES 2018:Son las mismas de PES 2017, como novedad se licencia a la selección de Bélgica,incluyendo Inglaterra, Gales e Irlanda del Norte, que regresan licenciadas desde PES 2016, para esta edición, la selección de Japón si esta licenciada
| Región                | Selección              | Licencia | Notas                         |
| --------------------- | ---------------------- | -------- | ----------------------------- |
| Europa                | Albania                | 1        |                               |
| Europa                | Alemania               | 1        |                               |
| Europa                | Austria                | 2        |                               |
| Europa                | Bélgica                | 1        | Revelado en la Gamescom.      |
| Europa                | Bosnia y Herzegovina   | 3        |                               |
| Europa                | Bulgaria               | 2        |                               |
| Europa                | Croacia                | 1        |                               |
| Europa                | Dinamarca              | 2        |                               |
| Europa                | Escocia                | 2        |                               |
| Europa                | Eslovaquia             | 1        |                               |
| Europa                | Eslovenia              | 2        |                               |
| Europa                | España                 | 1        | Revelado en la portada.       |
| Europa                | Francia                | 1        | Disponible en la Beta online. |
| Europa                | Gales                  | 1        | Revelado en la Gamescom.      |
| Europa                | Grecia                 | 2        |                               |
| Europa                | Hungría                | 3        |                               |
| Europa                | Inglaterra             | 1        | Revelado en la Gamescom.      |
| Europa                | Irlanda                | 2        |                               |
| Europa                | Irlanda del Norte      | 1        | Vuelve a estar licenciada     |
| Europa                | Islandia               | 1        | Vuelve a estar licenciada     |
| Europa                | Israel                 | 2        |                               |
| Europa                | Italia                 | 1        | Revelado en la portada.       |
| Europa                | Noruega                | 2        |                               |
| Europa                | Países Bajos           | 1        | Revelado en la portada.       |
| Europa                | Polonia                | 1        | Revelado en la Gamescom.      |
| Europa                | Portugal               | 1        | Revelado en la portada.       |
| Europa                | República Checa        | 1        | Revelado en la Gamescom.      |
| Europa                | Rumania                | 3        |                               |
| Europa                | Rusia                  | 3        |                               |
| Europa                | Serbia                 | 3        |                               |
| Europa                | Suecia                 | 2        |                               |
| Europa                | Suiza                  | 2        |                               |
| Europa                | Turquía                | 1        | Vuelve a estar licenciada.    |
| Europa                | Ucrania                | 1        | Vuelve a estar licenciada.    |
| África                | Argelia                | 3        |                               |
| África                | Burkina Faso           | 3        |                               |
| África                | Camerún                | 2        |                               |
| África                | Costa de Marfil        | 2        |                               |
| África                | Egipto                 | 2        |                               |
| África                | Ghana                  | 2        |                               |
| África                | Guinea                 | 3        |                               |
| África                | Mali                   | 3        |                               |
| África                | Marruecos              | 2        |                               |
| África                | Nigeria                | 3        |                               |
| África                | Senegal                | 3        |                               |
| África                | Sudáfrica              | 2        |                               |
| África                | Túnez                  | 3        |                               |
| África                | Zambia                 | 3        |                               |
| Norte y Centroamérica | Costa Rica             | 2        |                               |
| Norte y Centroamérica | Estados Unidos         | 3        |                               |
| Norte y Centroamérica | Honduras               | 3        |                               |
| Norte y Centroamérica | Jamaica                | 3        |                               |
| Norte y Centroamérica | México                 | 3        |                               |
| Norte y Centroamérica | Panamá                 | 3        |                               |
| América del Sur       | Argentina              | 1        | Vuelve a estar licenciada.    |
| América del Sur       | Bolivia                | 2        |                               |
| América del Sur       | Brasil                 | 1        | Disponible en la Beta online. |
| América del Sur       | Chile                  | 2        |                               |
| América del Sur       | Colombia               | 1        | Nueva licencia. - Vía DLC     |
| América del Sur       | Ecuador                | 2        |                               |
| América del Sur       | Paraguay               | 2        |                               |
| América del Sur       | Perú                   | 2        |                               |
| América del Sur       | Uruguay                | 3        |                               |
| América del Sur       | Venezuela              | 2        |                               |
| / Asia/Oceanía        | Arabia Saudita         | 3        |                               |
| / Asia/Oceanía        | Australia              | 2        |                               |
| / Asia/Oceanía        | China                  | 3        |                               |
| / Asia/Oceanía        | Corea del Norte        | 3        |                               |
| / Asia/Oceanía        | Corea del Sur          | 3        |                               |
| / Asia/Oceanía        | Emiratos Árabes Unidos | 3        |                               |
| / Asia/Oceanía        | Irak                   | 3        |                               |
| / Asia/Oceanía        | Irán                   | 3        |                               |
| / Asia/Oceanía        | Japón                  | 1        | Vuelve a estar licenciada.    |
| / Asia/Oceanía        | Jordania               | 3        |                               |
| / Asia/Oceanía        | Kuwait                 | 3        |                               |
| / Asia/Oceanía        | Líbano                 | 3        |                               |
| / Asia/Oceanía        | Nueva Zelanda          | 2        |                               |
| / Asia/Oceanía        | Omán                   | 3        |                               |
| / Asia/Oceanía        | Catar                  | 3        |                               |
| / Asia/Oceanía        | Tailandia              | 3        |                               |
| / Asia/Oceanía        | Uzbekistán             | 3        |                               |

1: Licencia completa.
2: Solo licenciados los jugadores.
3: Sin licencia.

## EquiposPartner
Desde la edición anterior, Konami negocia acuerdos individuales con ciertos equipos de todo el mundo. A estos se los conoce como equipos partner, y este es el listado de los que participan en PES 2018:
| País       | Equipo               | Notas |
| ---------- | -------------------- | ----- |
| Alemania   | Borussia Dortmund    |       |
| Argentina  | CA Boca Juniors      | Nuevo |
| Argentina  | CA Independiente     | Nuevo |
| Argentina  | CA River Plate       |       |
| Brasil     | SC Corinthians       |       |
| Brasil     | CR Flamengo          |       |
| Brasil     | SE Palmeiras         | Nuevo |
| Brasil     | CR Vasco da Gama     | Nuevo |
| Chile      | Colo-Colo            | Nuevo |
| Chile      | Universidad de Chile | Nuevo |
| España     | FC Barcelona         |       |
| España     | Valencia CF          | Nuevo |
| Inglaterra | Arsenal FC           | Nuevo |
| Inglaterra | Fulham FC            | Nuevo |
| Inglaterra | Liverpool FC         |       |
| Italia     | FC Internazionale    | Nuevo |
| Italia     | AC Milan             | Nuevo |
| Perú       | Alianza Lima         | Nuevo |
| Perú       | Sporting Cristal     | Nuevo |

## Comentaristas
Los comentaristas mencionados fueron mostrados en el tráiler oficial del juego. El resto viene de ediciones anteriores de Pro Evolution Soccer.
| Idioma    | Región                             | Comentarista(s)                           | Notas  |
| --------- | ---------------------------------- | ----------------------------------------- | ------ |
| Alemán    | Alemania                           | Marco Hagemann Hansi Küpper               |        |
| Español   | Argentina                          | Rodolfo de Paoli Diego Latorre            | Nuevo  |
| Español   | Chile                              | Claudio Palma Aldo Schiappacasse          | Nuevo  |
| Español   | España                             | Carlos Martínez Julio Maldonado (Maldini) |        |
| Español   | México                             | Christian Martinoli Luis García           |        |
| Francés   | Canadá                             | Claudine Douville Jean Gounelle           |        |
| Francés   | Francia                            | Grégoire Margotton Darren Tulett          |        |
| Inglés    | Reino Unido Estados Unidos Irlanda | Peter Drury Jim Beglin                    |        |
| Italiano  | Italia                             | Fabio Caressa Luca Marchegiani            |        |
| Japonés   | Japón                              | Jon Kabira Tsuyoshi Kitazawa              |        |
| Portugués | Brasil                             | Milton Leite Mauro Beting                 | Vuelve |
| Portugués | Portugal                           | Pedro Sousa Luís Freitas Lobo             |        |

## Banda sonora
Esta es la lista de canciones que incluye PES 2018:
| Autor(es)                       | Canción                     | Duración |
| ------------------------------- | --------------------------- | -------- |
| Mallory Knox                    | Giving It Up                | 3:10     |
| RIVVRS                          | Bring Out The Bad           | 2:24     |
| Bag Raiders ft. Mayer Hawthorne | Beat Me To The Punch        | 3:20     |
| Findlay                         | Off & On                    | 2:47     |
| John Legend                     | Love Me Now                 | 3:30     |
| Jonas Blue ft. Raye             | By Your Side                | 3:21     |
| Linkin Park                     | Battle Symphony             | 3:37     |
| The Chainsmokers y Coldplay     | Something Just Like This    | 4:07     |
| Bruno Mars                      | 24K Magic                   | 3:46     |
| Clean Bandit ft. Zara Larsson   | Symphony                    | 3:32     |
| The Unlikely Candidates         | Your Love Could Start A War | 3:34     |
| Blondie                         | Long Time                   | 4:35     |

## Estadios
Los siguientes estadios fueron confirmados para PES 2018. La novedad es la inclusión del São Januário y del nuevo estadio del Atlético de Madrid, el Wanda Metropolitano. Los estadios dentro del juego varían según la consola.
| Licenciados    | Licenciados | Licenciados               | Licenciados | Licenciados |       |
| Número         | País        | Estadio                   | Plataforma  | Notas       | Notas |
| -------------- | ----------- | ------------------------- | ----------- | ----------- | ----- |
| 1              | España      | Camp Nou                  |             |             |       |
| 2              | España      | Wanda Metropolitano       | Nuevo       | Nuevo       |       |
| 3              | Alemania    | Signal Iduna Park         |             |             |       |
| 4              | Inglaterra  | Anfield Road              |             |             |       |
| 5              | Inglaterra  | Emirates Stadium          | Nuevo       | Vía DLC     |       |
| 6              | Italia      | Giuseppe Meazza           | [ n. 1 ]    | [ n. 1 ]    |       |
| 7              | Italia      | San Siro                  | [ n. 1 ]    | [ n. 1 ]    |       |
| 8              | Italia      | Stadio Olimpico           |             |             |       |
| 9              | Suiza       | St. Jakob Park            |             |             |       |
| 10             | Brasil      | Estadio Maracaná          |             |             |       |
| 11             | Brasil      | Estadio São Januário      | Nuevo       | Nuevo       |       |
| 12             | Brasil      | Allianz Parque            |             |             |       |
| 13             | Brasil      | Estadio Mineirao          |             |             |       |
| 14             | Brasil      | Arena Corinthians         |             |             |       |
| 15             | Brasil      | Estadio Beira Rio         |             |             |       |
| 16             | Brasil      | Estadio do Morumbi        |             |             |       |
| 17             | Brasil      | Estadio Urbano Caldeira   |             |             |       |
| 18             | Argentina   | El Monumental             |             |             |       |
| 19             | Argentina   | La Bombonera              |             |             |       |
| 20             | Japón       | Saitama Stadium 2002      |             |             |       |
| 21             | Chile       | Estadio Nacional de Chile | Nuevo       | Vía DLC     |       |
| No licenciados |             |                           |             |             |       |
| 22             | Ficticio    | KONAMI Stadium            | [ n. 2 ]    | [ n. 2 ]    |       |
| 23             | Ficticio    | Neu Sonne Arena           |             |             |       |
| 24             | Ficticio    | Metropole Arena           |             |             |       |
| 25             | Ficticio    | Hoofdstad Stadion         |             |             |       |
| 26             | Ficticio    | Estadio Campeones         |             |             |       |
| 27             | Ficticio    | Estadio de Escorpião      |             |             |       |
| 28             | Ficticio    | Estadio del Nuevo Triunfo |             |             |       |
| 29             | Ficticio    | Stade de Sagittaire       |             |             |       |
| 30             | Ficticio    | Stadio Orione             |             |             |       |
| 31             | Ficticio    | Burg Stadion              |             |             |       |
| 32             | Ficticio    | Estadio del Martingal     |             |             |       |
| 33             | Ficticio    | Rose Park Stadium         |             |             |       |
| 34             | Ficticio    | Coliseo de los Deportes   |             |             |       |
| 35             | Ficticio    | Sports Park               |             |             |       |
| 36             | Ficticio    | Village Road              | Nuevo       | Nuevo       |       |
| 37             | Ficticio    | Stadio Nazionale          | Nuevo       | Nuevo       |       |
| 38             | Ficticio    | PES LEAGUE Stadium        | Nuevo       | Nuevo       |       |
| 39             | Ficticio    | The Ultimate Stage        | Nuevo       | Nuevo       |       |

| 1. 2. 3. |

## Leyendas MyClub
Las siguientes leyendas fueron reveladas para el modo MyClub de PES 2018:
| Jugador              | Notas | Notas                    |
| -------------------- | --- | ------------------------ |
| David Beckham        | Revelado en el tráiler David Beckham Una otra versión de Beckham, más joven, fue lanzada en mayo de 2018. | Nuevo                    |
| Diego Maradona       | Revelado en el tráiler del E3 2017                                                                        |                          |
| Ian Rush             | Revelado en PES 2018 Legends Trailer                                                                      | Liverpool FC             |
| Iván Zamorano        | Revelado en el PES World Tour de Chile                                                                    | Nuevo                    |
| Jörg Heinrich        | Revelado en PES 2018 Legends Trailer                                                                      | Nuevo, Borussia Dortmund |
| Karl-Heinz Riedle    | Revelado en PES 2018 Legends Trailer                                                                      | Nuevo, Borussia Dortmund |
| Lars Ricken          | Revelado en PES 2018 Legends Trailer                                                                      | Nuevo, Borussia Dortmund |
| Marcelo Salas        | Revelado en el PES World Tour de Argentina                                                                | Nuevo                    |
| Michael Owen         | Revelado en PES 2018 Legends Trailer                                                                      | Liverpool FC             |
| Michael Zorc         | Revelado en PES 2018 Legends Trailer                                                                      | Nuevo, Borussia Dortmund |
| Norbert Dickel       | Revelado en PES 2018 Legends Trailer                                                                      | Nuevo, Borussia Dortmund |
| Robbie Fowler        | Revelado en PES 2018 Legends Trailer                                                                      | Liverpool FC             |
| Romário              | Revelado en el PES World Tour de Brasil                                                                   | Nuevo                    |
| Sócrates             | Revelado en el PES World Tour de Brasil                                                                   | Nuevo                    |
| Zico                 | |                          |
| Javier Zanetti       | Anunciado en el acuerdo con el FC Internazionale                                                          | Nuevo, FC Internazionale |
| Dejan Stanković      | Anunciado en el acuerdo con el FC Internazionale                                                          | Nuevo, FC Internazionale |
| Francesco Toldo      | Anunciado en el acuerdo con el FC Internazionale                                                          | Nuevo, FC Internazionale |
| Steven Gerrard       | Revelado en el PES 2018 Liverpool FC Legends Trailer                                                      | Nuevo, Liverpool FC      |
| Kevin Keegan         | Revelado en el PES 2018 Liverpool FC Legends Trailer                                                      | Nuevo, Liverpool FC      |
| Steve McManaman      | Revelado en el PES 2018 Liverpool FC Legends Trailer                                                      | Nuevo, Liverpool FC      |
| John Barnes          | Revelado en el PES 2018 Liverpool FC Legends Trailer                                                      | Nuevo, Liverpool FC      |
| Johan Cruyff         | Anunciado como parte del acuerdo con el FC Barcelona                                                      | Nuevo, FC Barcelona      |
| Lothar Matthäus      | | Nuevo                    |
| Oliver Kahn          | | Nuevo                    |
| Alessandro del Piero | | Nuevo                    |
| Pavel Nedved         | | Nuevo                    |
| Luís Figo            | | Nuevo                    |
| Ronaldinho           | Anunciado como parte del acuerdo con el FC Barcelona                                                      | Nuevo, FC Barcelona      |
| Paul Scholes         | Anunciado junto a la versión más joven de David Beckham                                                   | Nuevo                    |
| Bebeto               | Revelado en el Brazilian Legends and Vieira Trailer                                                       | Nuevo                    |
| Cafu                 | Revelado en el Brazilian Legends and Vieira Trailer                                                       | Nuevo                    |
| Roberto Carlos       | Revelado en el Brazilian Legends and Vieira Trailer                                                       |                          |
| Patrick Vieira       | Revelado en el Brazilian Legends and Vieira Trailer                                                       | Nuevo                    |
| Ahn Jung-hwan        | | Nuevo                    |
| Tsuyoshi Kitazawa    | | Nuevo                    |

## Ventas
Pro Evolution Soccer 2018 ha vendido 1.4 millones de copias más que la edición anterior en su año de lanzamiento. De esta manera, se convierte en el Pro Evolution Soccer más vendido en los últimos 4 años.
| Año   | Cantidad            |
| ----- | ------------------- |
| 2017  | 15.300.000 unidades |
| 2018  | -                   |
| Total | 15.300.000 unidades |

- Datos al 31 de enero de 2018.

## VersiónLitegratuita
A finales de 2017, Konami lanzó una versión completamente gratuita del juego, llamada Pro Evolution Soccer 2018 Lite. De manera análoga a la estrategia comercial adoptada con PES 2016, esta versión incluye acceso completo al modo MyClub, además del modo competitivo PES League y el nuevo modo cooperativo. También permite jugar con las leyendas de MyClub, como Diego Maradona y David Beckham, entre otros. PES 2018 Lite fue lanzado para Playstation 3, Playstation 4, Xbox 360, Xbox One y Windows a través de Steam.

## Actualizaciones

### Data Pack 1.00
Fue lanzado el 5 de octubre de 2017 e incluyó:
- 117 nuevas caras.
- 3329 minicaras agregadas.
- Nuevas botas de Adidas, Joma, Puma y Mizuno.
- No se eliminan los jugadores que ya no pertenecen a equipos dentro del juego, se mantienen en Jugadores libres.
- Los DLC y Actualizaciones en Vivo no dañan los Option Files.

### Data Pack 2.00
Fue lanzado el 15 de noviembre de 2017 e incluyó:
- 2 nuevos estadios: Emirates Stadium y Estadio Nacional de Chile.
- 41 nuevas caras.
- 1017 minicaras agregadas.
- Camisetas totalmente actualizadas a la temporada 2017-18.
- Nuevas botas de Nike, Umbro, New Balance y Mizuno.
- Selección de Colombia completamente licenciada.
- Escaneos de cara y cuerpo en ciertos jugadores.
- Se implementaron carteles publicitarios en zona de prensa para los Equipos Partner Arsenal FC, AC Milan, SC Corinthians, CR Flamengo y SE Palmeiras.
- Nuevamente, no se eliminaron los jugadores, se mantienen en Jugadores libres.

#### Actualización 1.03
Salió junto el Data Pack 2.00 y presentó las siguientes características:
- Se solucionaron los siguientes puntos del gameplay durante la realización de los partidos:
  - Criterio de selección de los jugadores al cambiar el cursor.
  - El equilibrio de la defensa de la COM y las faltas sancionadas.
  - La respuesta de los porteros a los disparos.
  - La IA de la línea defensiva al defender.
- Solucionados errores de guardado en MyClub.
- Se tocaron varios aspectos de la Liga Máster:
  - La función de Avanzar en el tiempo no se podía usar si obtenías a ciertos jugadores y los despedías en la misma fecha.
  - Los jugadores lesionados no se recuperaban si empezabas una nueva Liga Master tras desactivar las lesiones en las opciones generales de los partidos amistosos y jugabas entonces un partido.
  - A veces los comentarios del propietario eran incorrectos.
  - Si seleccionabas a un jugador para el intercambio y este se completaba, el jugador ya no se podía seleccionar si se reabrían las negociaciones.
  - No se podían ver las clasificaciones de la Liga PLA y la Liga de Chile PLA.

### Data Pack 3.0
Fue lanzado el 15 de febrero de 2018, e incluyó los siguientes contenidos:
- Actualización de los uniformes de las selecciones nacionales de: Alemania, Argentina, Bélgica, Colombia, España, Gales, Irlanda del Norte, Italia, Japón, República Checa y Uruguay.
- Actualización de los uniformes de 17 clubes.
- Actualización de las caras de 90 jugadores.
- Nuevas fotos de jugadores que se muestran durante las formaciones.
- Nueve modelos de botas: cuatro de Adidas, tres de Nike y dos de Puma.
- Tres nuevos balones: el balón oficial Adidas para la Final de la UCL en Kiev, y los balones de la primera y segunda división de Francia.

### Data Pack 4.0
Fue lanzado el 26 de abril de 2018, e incluyó las siguientes novedades:
- Actualización de los uniformes de las selecciones nacionales de: Francia, Brasil, Croacia, Portugal, Inglaterra, Turquía y Eslovenia.
- Un nuevo modelo de botas: Nike Mercurial
- Actualización de las caras de más de 90 jugadores.